# Bille de clown
Pour plus de détails, voir Fiche technique et Distribution.
Bille de clown est un film français réalisé en 1950 par Jean Wall, sorti en 1952.

## Fiche technique
- Titre : Bille de clown
- Réalisation : Jean Wall
- Assistant : André Pergament
- Scénario : Norbert Carbonnaux
- Photographie : Léonce-Henri Burel
- Son : Jean Bertrand
- Montage : Yvonne Martin
- Musique : Louiguy
- Société de production : Vox Films
- Société(s) de distribution : La Société des films Sirius
- Pays de production :  France
- Format : Noir et Blanc - son Mono
- Genre : Comédie
- Durée : 92 minutes
- Date de sortie : 5 septembre 1952

## Distribution
- Jean Wall : Maître Lemeunier
- Jean Carmet : Gaston Lemeunier
- Luc Andrieux
- Suzanne Bernard  : Lulu
- Thomy Bourdelle
- Claire Gérard
- Robert Vattier
- Janine Villard